# Bitva u východních Šalomounů
Bitva u východních Šalomounů byla jedna z námořních bitev letadlových lodí druhé světové války v Pacifiku mezi japonským a spojeneckým námořnictvem. Odehrála se 24.–25. srpna 1942 východně od Šalomounových ostrovů.

## Předehra

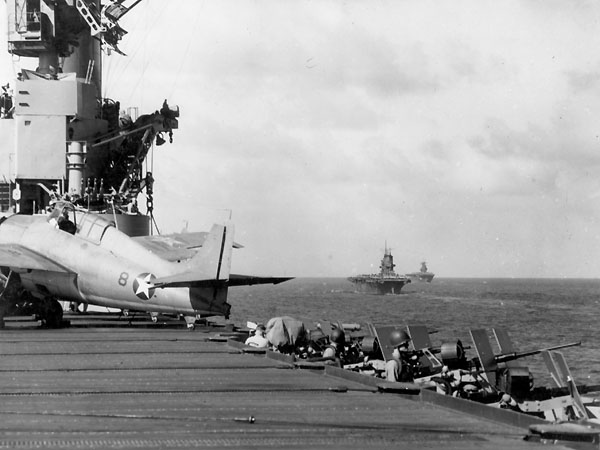
Saratoga, Enterprise a Wasp operují jižně od Guadalcanalu, 12. srpna 1942

7. srpna 1942 se spojenecké jednotky vylodily na Guadalcanalu. Přímou leteckou podporu jim poskytovaly palubní letadla z letadlových lodí Saratoga, Enterprise a Wasp. Po bitvě u ostrova Savo, po ztrátách které utrpěly americké stíhačky při obraně Guadalcanalu a z obav z japonského náletu na letadlové lodě rozhodl viceadmirál Frank Jack Fletcher k ústupu letadlových lodí do bezpečnější vzdálenosti od Guadalcanalu. Americký výsadek tím přišel o přímou leteckou podporu, a proto bylo důležité co nejdříve zprovoznit Hendersonovo letiště na Guadalcanalu. 20. srpna přilétlo na Hendersonovo letiště 19 stíhaček Wildcat a 12 bombardérů Dauntless z eskortní letadlové lodi Long Island. Kontrola tohoto letiště byla klíčová pro celou šestiměsíční bitvu o Guadalcanal.

## Japonské cíle a rozložení sil
V době amerického vylodění na Guadalcanalu měly japonské lodě nedostatek paliva. Jamamoto se rozhodl, že bude riskovat tankování na moři a pokusí se najít a zničit americké letadlové lodě. Sekundárním cílem byla podpora konvoje plujícího ke Guadalcanalu. Po bitvě u Midway Japonci změnili taktiku. Bitevní lodě ztratily svou důležitost a sloužily především jako ochrana letadlových lodí. 100–150 mil před letadlovými loděmi měly plout předsunuté svazy, tvořené hlavně z křižníků, jejichž cílem bylo jednak nalákat na sebe pozornost a případně dorazit poškozené lodě protivníka. Japonské síly byly složeny takto:
Hlavní síly 3. loďstva, kterým velel viceadmirál Čúiči Nagumo se skládaly z letadlových lodí Šókaku, Zuikaku, bitevních lodí Hiei, Kirišima, těžkých křižníků Kumano, Suzuja, Čikuma, lehkého křižníku Nagara a 9 torpédoborců.
Předsunuté síly 3. loďstva, kterým velel kontradmirál Čúiči Hara se skládaly z lehké letadlové lodi Rjúdžó, těžkého křižníku Tone a 2 torpédoborců.
Předsunuté síly 2. loďstva, kterým velel viceadmirál Nobutake Kondó se skládaly z těžkých křižníků 4. (Atago, Maja, Takao) a 5. (Haguro, Mjókó) křižníkové divize, lehkého křižníku Jura, nosiče hydroplánů Čitose a 6 torpédoborců.
Blízká ochrana konvoje, které velel viceadmirál Gun'iči Mikawa byla složena z těžkých křižníků Aoba, Kinugasa, Furutaka a Čókaj.
Konvoj, kterému velel kontradmirál Raizó Tanaka, byl složen z lehkého křižníku Džincú a 8 torpédoborců, 4 hlídkových lodí a 3 transportních lodí.
11. vzdušné loďstvo, kterému velel viceadmirál Nišizo Cukahara, mělo k dispozici 114 letadel (51 Zero, 41 Betty, 9 Val, 2 Irving, 8 Mavis a 3 Emily.

## Americké cíle a rozložení sil
I americké lodě, které se vracely ke Guadalcanalu, aby obnovily leteckou podporu tamním jednotkám, měly před bitvou nedostatek paliva. Ten se rozhodl Ghormley řešit 23. srpna odesláním TF 18 (Wasp) k dotankování. Před bitvou tak přišel o možnost přečíslit soupeře. Americké síly byly složeny takto:

TF 11 které velel kontradmirál Frank Jack Fletcher byla složena z letadlové lodi Saratoga, těžkých křižníků USS Minneapolis, USS New Orleans a 5 torpédoborců.

TF 16 které velel kontradmirál Thomas C. Kinkaid byla složena z letadlové lodi Enterprise, bitevní lodě USS North Carolina, těžkého křižníku USS Portland, lehkého křižníku USS Atlanta a 6 torpédoborců.

TF 63 (letectvo) které velel kontradmirál John S. McCain měla k dispozici 29 letadel na Guadalcanalu (13 Wildcat, 11 Dauntless, 5 P-400) a 25 B-17 na Espirito Santo.

## Bitva

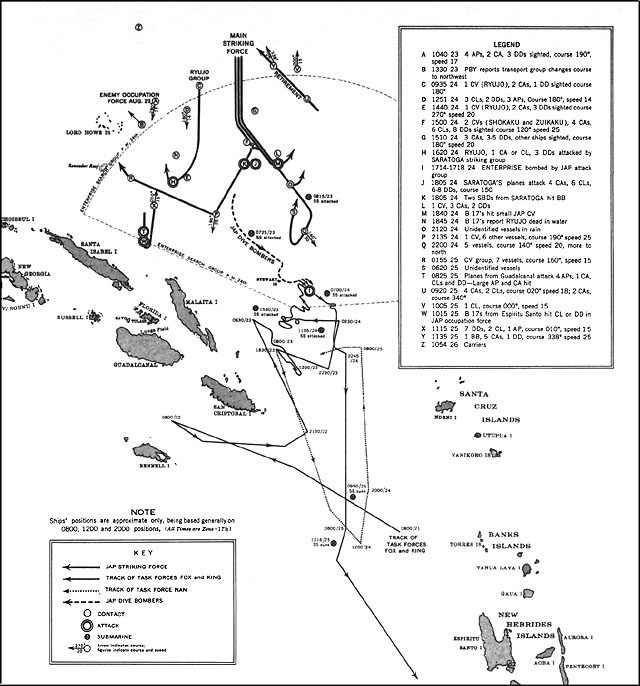
Schéma pohybu japonských a spojeneckých lodí

Protože admirál Hara neměl žádné zprávy o amerických letadlových lodích, vyslal 24. srpna ve 12:20 6 bombardérů Kate a 15 stíhaček Zero z Rjúdžo k náletu na Hendersonovo letiště. Zde se japonská letadla utkala s 18 stíhačkami a výsledkem bylo sestřelení 3 Kate, 3 Zero a 3 amerických stíhaček. Ve stejnou dobu přiletěla k Hendersonovu letišti z Rabaulu skupina 14 Zero a 24 Betty, ale ani ta nedosáhla žádného poškození letiště.
Letadla z Rjúdžo byla zachycena na radaru Saratogy ze které poté odstartovalo 30 střemhlavých a 8 torpédových bombardérů. Ty přiletěly k Rjúdžo v 15:36 a zasáhly ho 3 pumami a 1 torpédem. V důsledku těchto zásahů se Rjúdžo ve 20:00 potopila.
Ve 14:00 byla zpozorována i Enterprise, a tak z japonských lodí odstartovaly dvě vlny letadel. První tvořilo 27 bombardérů Val a 10 stíhaček Zero a druhou tvořilo 27 bombardérů Val a 9 stíhaček Zero. V 16:29 zaútočila první vlna na Enterprise a zasáhla jí 3 bombami. Při náletu bylo ztraceno 18 Val, 6 Zer a 8 Wildcatů. Japonská druhá vlna nepřítele nenašla. Letadla druhé americké vlny (13 Dauntless a 12 Avenger) také nenašly nepřátelské letadlové lodě, a tak zaútočily na Kondoovo 2. loďstvo a lehce poškodily Čitose. Po setmění se Nagumo obrátil k severu, aby se setkal s cisternovými loděmi.

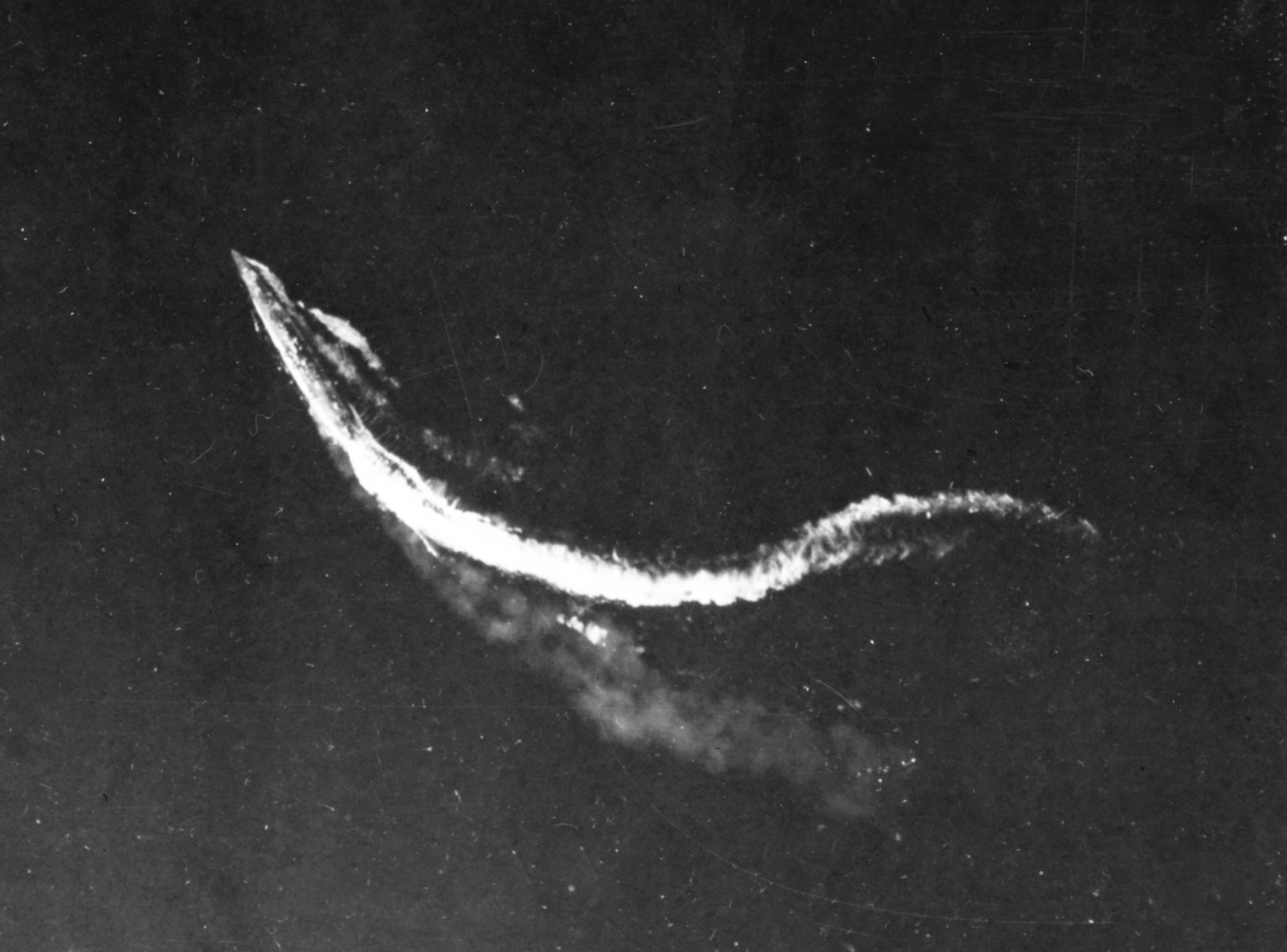
Japonský těžký křižník Tone uniká pumám bombardérů B-17, dne 24. srpna 1942

V noci 3 japonské torpédoborce ostřelovaly Hendersonovo letiště.
Tanakův konvoj, který byl už od noci sledován hydroplánem, byl ráno 25. srpna v 8:08 napaden 8 Dauntlessy z Guadalcanalu. Těm se podařilo potopit transportní loď Kinrjú Maru a poškodit lehký křižník Džincú. V době, kdy torpédoborec Mucuki pomáhal hasit požár na Kinrjú Maru, přiletěly 3 bombardéry B-17 z nichž jeden Mucuki zasáhl. Mucuki se v 11:40 potopil. Mezitím Jamamoto zrušil vylodění a nařídil ústup konvoje.
Pak se ještě 21 Betty neúspěšně pokusilo zasáhnout Hendersonovo letiště a stejně tak neúspěšně se 9 amerických letadel pokusilo napadnout Tanakův konvoj.

## Závěr
Bitva skončila taktickým i strategickým vítězství Američanů, nejen proto, že ztratili menší počet lodí, ale i protože doprava japonských posil na Guadalcanal byla odložena a navíc Japonci ztratili více než 100 zkušených pilotů, které se jim už nepodařilo nahradit.
Posily z Tanakova konvoje byly později naloženy na Shortlandských ostrovech a bez těžkých zbraní byly dopraveny 29. srpna na Guadalcanal.
Poškozená letadlová loď Enterprise odplula k opravám do Pearl Harboru a do služby se vrátila 24. října. Právě včas aby stihla další bitvu letadlových lodí u ostrovů Santa Cruz.